# موسوعة إثيوبيا
موسوعة إثيوبيا Encyclopaedia Aethiopica أو تعرف اختصاراً ب (EAE)، هي عمل مرجعي أساسي في الإريترية, وتوفر إمكانيات كبيرة وذات اعتمادية عالية لكل مواضيع في شتى التخصصات مثل: الإنثروبولوجيا والإثنولوجيا، و الآثار، و الإثنولوجي، والتاريخ والجغرافيا، اللغات والأدب والفنون. الدين والثقافة والمعلومات الأساسية.
على الرغم من أن أغلب القراء للموسوعة هم من الأكاديميين، إلا أن معظم المقالات في الموسوعة مكتوبة لغير المتخصصين. والموسوعة مزودة بالكثير من الإيضاحيات مثل الخرائط والصور والكثير من هذه الإيضاحيات لم يتم نشره من قبل.
يشارك في كتابة الموسوعة مئات المؤلفين من أكثر من ثلاثين دولة. ويشرف على تطبيق المعايير الأكاديمية العالية فريق من وحدة أبحاث إثيوبيا بجامعة هامبورغ بألمانيا، ويعاون المحررين خبراء من كل التخصصات ومجلس من المشرفين الدوليين. ويترأس تحرير الموسوعة حالياً بروفسور سيغبيرت أوليغ الذي شغل سابقاً كرسي الدريات في معهد الدرسات الأفريقية والآسيوية التابع لجامعة هامبورغ. وقد سبقه في المقعد بروفسور أليساندرو باوسي.